# The Survivors Live
The Survivors Live ist ein Livealbum von Johnny Cash, Carl Perkins and Jerry Lee Lewis, das 1982 bei Columbia Records erschien. Alle Stücke wurden am 23. April 1981 in Böblingen aufgenommen, als die drei Musiker überraschenderweise zusammen auftraten. Eigentlich sollte nur Cash an diesem Abend singen; Perkins und Lee Lewis befanden sich ebenfalls auf Europatournee und stießen zu Cash hinzu. Die drei Musiker waren zu Beginn ihrer Karriere bei Sun Records unter Vertrag gewesen und hatten auch in dieser Zeit bereits gemeinsame Konzerte gegeben.
Beim letzten Song der Aufnahme, I Saw the Light wurden die drei Sänger von Cashs Sohn John Carter Cash und seiner Tochter Cindy unterstützt.

## Titel
Seite 1
1. Get Rhythm (Cash) – 3:07
2. I Forgot to Remember to Forget (Charlie Feathers, Stan Kesler) – 2:44
3. There Will Be Peace in the Valley for Me (Traditional) – 2:59
4. That Silver Haired Daddy of Mine (Gene Autry, Jimmy Long) – 3:10
5. Matchbox (Carl Perkins) – 3:18
6. I'll Fly Away (Albert E. Brumley) – 4:02

Seite 2
1. Whole Lotta Shakin’ Goin’ On (Dave „Curly“ Williams, Sunny David) – 4:04
2. Rockin' My Life Away (Mack Vickery) – 2:54
3. Blue Suede Shoes (Perkins) – 3:07
4. Goin' Down the Road Feeling Bad (Thomas A. Dorsey) – 4:51
5. Will the Circle Be Unbroken (A. P. Carter) – 4:36
6. I Saw the Light (Hank Williams) – 3:25

## Beteiligte Künstler
- Johnny Cash – Gesang, Arrangement, Zwischentexte
- Jerry Lee Lewis – Gesang
- Carl Perkins – Gesang
- Jerry Hensley, Kenneth Lovelace, Bob Wootton – Elektrogitarre
- Marty Stuart – Gitarre, Mandoline
- Earl Ball – Klavier
- Jack Hale Jr., Bob Lewin – Trompete, Horn
- W. S. Holland – Drums
- Henry Strzelecki – Bass

## Weitere Mitarbeiter
- Lou Robin – Executive Producer
- Rodney Crowell – Produzent, Mix
- Bradley Hartman, Ron Treat – Mix
- Steve Hoffman – Bearbeitung
- Bill Johnson – Künstlerischer Leiter